# Grupo Ex-Machina
O Ex-Machina foi um grupo de compositores de Porto Alegre que dedicou-se a produzir e divulgar música erudita contemporânea. O grupo realizou gravações e apresentações nas quais eram utilizadas música eletrônica, eletroacústica e espectral, a introdução de elementos cênicos e visuais, de instrumentos eletrônicos como o theremin e de instrumentos não convencionais como liquidificador, batedeira e folhas de papel.

## História
Formado em 1997 em Porto Alegre, pelos compositores Alexandre Birnfeld, Ângelo Metz, Antônio Nunes, Luciano Zanatta, Martinêz Galimberti Nunes e Yanto Laitano, o grupo surgiu como uma maneira de viabilizar a performance e a gravação das obras musicais criadas pelos seus membros. Entre as técnicas utilizadas pelos seus compositores destacam-se o concretismo, o dodecafonismo, o ruidismo, o modalismo e o atonalismo. 
O Ex-Machina lançou seu primeiro CD em 1998 com a participação de 38 músicos e financiamento do FUMPROARTE. Desde então, os próprios autores, com uma postura pouco convencional na música erudita, passaram a interpretar suas composições. Após a saída de Ângelo Metz e de Luciano Zanatta, o compositor e fagotista Adolfo Almeida Júnior que já havia participado do primeiro CD como instrumentista, foi integrado ao Ex-Machina. A mudança deu maior mobilidade ao grupo, que passou a realizar apresentações com maior regularidade.

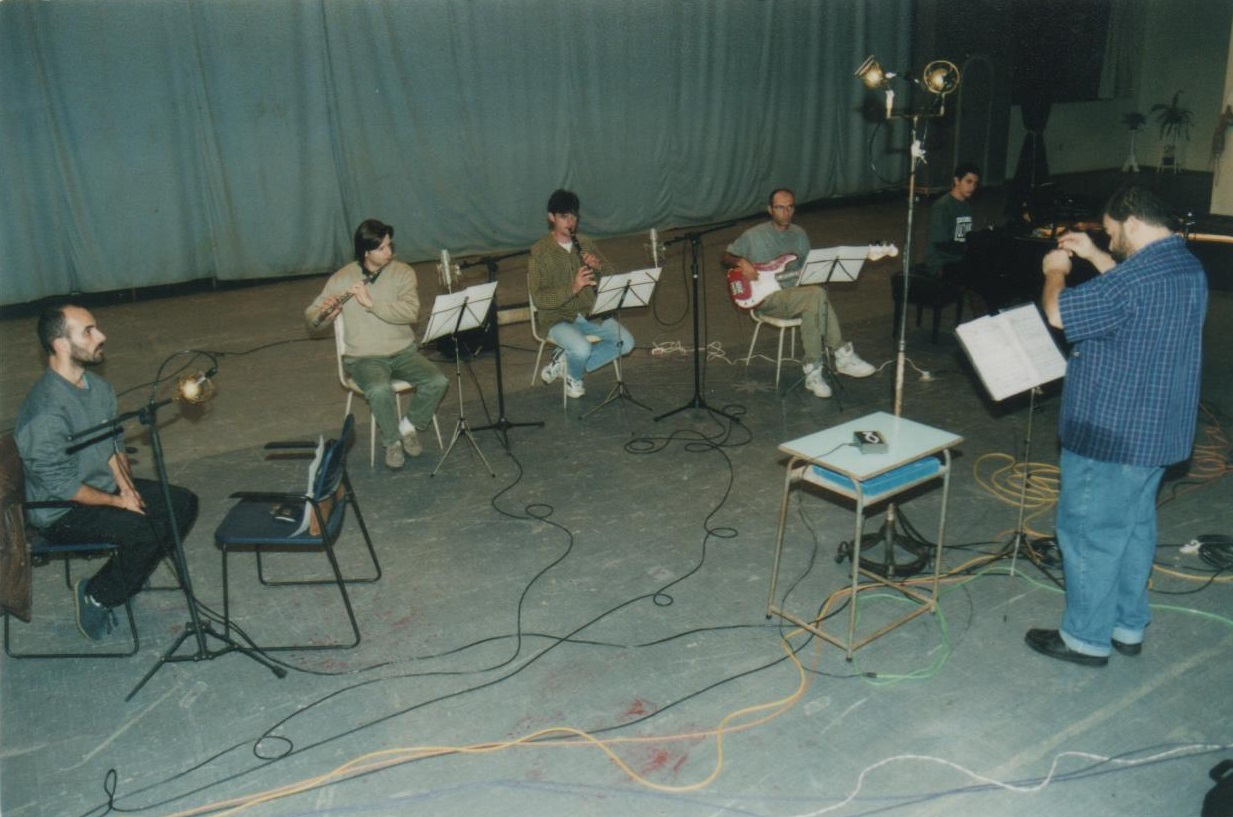
Ex-Machina durante sessão de gravação no auditório da PUC, em Porto Alegre. Da esquerda para a direita; Martinêz Nunes, Fernando Gross, Paulo Müller, Alexandre Birnfeld, Yanto Laitano e Adolfo Almeida Jr.

Novamente com financiamento do FUMPROARTE, em 2002 o grupo lançou seu segundo CD Um Som Que Não Soa, cujo título vem do poema de Augusto de Campos que foi musicado em uma de suas faixas. O disco inclui composições que utilizam instrumentos não convencionais como liquidificador, batederia, talheres e  folhas de papel ao lado de instrumentos tradicionais como fagote, viola, flauta, clarinete e contrabaixo elétrico. Os músicos Paulo Henrique Müller e Fernando Gross, que já haviam participado das gravações do primeiro disco, foram convidados para tocar as partes de clarinete e flauta transversa, respectivamente. 
Com a saída de Antônio Nunes do Ex-Machina em 2004, o compositor Uruguaio Ulises Ferretti participou de gravações para programas de televisão e de concertos como músico convidado. Nos anos seguintes, o CD Um Som Que Não Soa foi lançado em concertos no Brasil, Uruguai e Argentina.
Em 2003, o Ex-Machina apresentou e gravou a composição "A Grande Ilusão do Carnaval" para voz, fagote, piano, teclado e contrabaixo, de Alexandre Birnfeld. A obra faz parte do Memorial de Composição denominado Polyakhantos: Processos Composicionais, do referido compositor.
Em 2005 e 2006 o grupo participou do processo de criação, apresentação e gravação das composições elaboradas durante o curso de Mestrado em Composição de Yanto Laitano na Universidade Federal do Rio Grande do Sul. As obras fazem parte do Memorial de Composição denominado Nocaute ! : procedimentos composicionais e categorias estéticas em um portfolio de composições.
O grupo realizou, ainda em outubro de 2006, um ciclo de concertos denominado "Quarta Contemporânea". Os concertos foram realizados às quartas-feiras de outubro no StudioClio, em Porto Alegre, e cada noite contava com um programa diferente.  Essa foi a última apresentação do Grupo com Alexandre Birnfeld, que faleceu em 2014 aos 50 anos de idade.

## Obra

### Discografia
- Ex-Machina. Um Som Que Não Soa, 2002.[10]
- Ex-Machina. Ex-Machina, 1998.[11]

### Participações em Discos
- Interpresen. Compositores Uruguayos Contemporáneos, 2008.
- Alexandre Birnfeld. Polyakhantos, interpretação de "A Grande Ilusão do Carnaval", 2003.
- Yanto Laitano. Nocaute!, 2006.[12]

### Músicos e instrumentos
- Alexandre Birnfeld: contrabaixo, voz, liquidificador
- Ângelo Metz: sintetizador
- Antônio Nunes: sintetizador, voz, liquidificador
- Adolfo Almeida Junior: fagote, flauta contralto, talheres, voz
- Luciano Zanatta: saxofone, voz
- Martinêz Galimberti Nunes: viola, regência, voz
- Yanto Laitano: piano, sintetizador, theremin, voz, batedeira

## Prêmios e indicações

### Prêmio Açorianos
| Ano  | Categoria     | Indicação  | Resultado |
| ---- | ------------- | ---------- | --------- |
| 1998 | Disco Erudito | Ex-Machina | Indicado  |
| 2002 | Grupo Erudito | Ex-Machina | Indicado  |